# Diócesis de San Vicente
La diócesis de San Vicente (en latín: Dioecesis Sancti Vincentii) es una circunscripción eclesiástica de la Iglesia católica en El Salvador. Se trata de una diócesis latina, sufragánea de la arquidiócesis de San Salvador. Desde el 12 de diciembre de 2009 su obispo es José Elías Rauda Gutiérrez, de la Orden de Frailes Menores.

## Territorio y organización

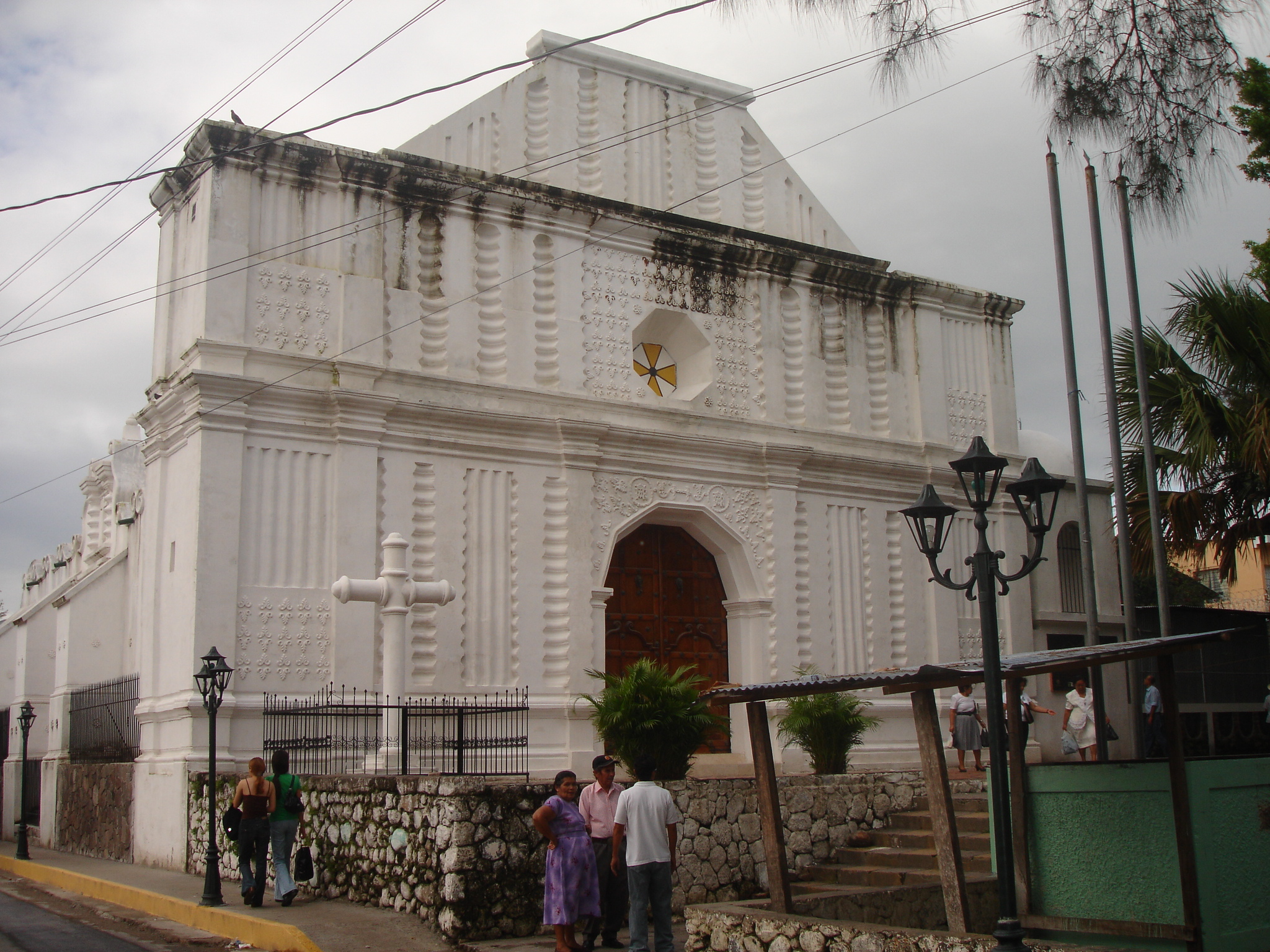
Basílica de Nuestra Señora del Pilar, en San Vicente

La diócesis tiene 2056 km² y extiende su jurisdicción sobre los fieles católicos de rito latino residentes en el departamento de Cabañas y gran parte del departamento de San Vicente.
La sede de la diócesis se encuentra en la ciudad de San Vicente, en donde se halla la Catedral de San Vicente y la basílica de Nuestra Señora del Pilar.
En 2022 en la diócesis existían 40 parroquias agrupadas en 5 vicariatos.

## Historia
La diócesis fue erigida el 18 de diciembre de 1943 con la bula Si qua in catholico del papa Pío XII, obteniendo el territorio de la arquidiócesis de San Salvador.
El 28 de octubre de 1949, con la carta apostólica Quidquid ad cultum, el papa Pío XII proclamó a la Bienaventurada Virgen María, Auxiliadora de los cristianos, patrona principal de la diócesis.
El 5 de mayo de 1987 cedió una porción de su territorio para la erección de la diócesis de Zacatecoluca mediante la bula Circumspicientes Nos del papa Juan Pablo II.

## Estadísticas
Según el Anuario Pontificio 2023 la diócesis tenía a fines de 2022 un total de 481 500 fieles bautizados.
| Año                                                                             | Población            | Población | Población      | Sacerdotes | Sacerdotes    | Sacerdotes    | Bautizados por sacerdote | Diáconos permanentes | Religiosos | Religiosos | Parroquias |
| Año                                                                             | Bautizados católicos | Total     | % de católicos | Total      | Clero secular | Clero regular | Bautizados por sacerdote | Diáconos permanentes | Varones    | Mujeres    | Parroquias |
| ------------------------------------------------------------------------------- | -------------------- | --------- | -------------- | ---------- | ------------- | ------------- | ------------------------ | -------------------- | ---------- | ---------- | ---------- |
| 1950                                                                            | 320 556              | 323 007   | 99.2           | 22         | 15            | 7             | 14 570                   |                      | 7          | 27         | 18         |
| 1966                                                                            | 400 700              | 406 100   | 98.7           | 39         | 27            | 12            | 10 274                   |                      |            | 82         | 31         |
| 1970                                                                            | 430 661              | 440 161   | 97.8           | 47         | 33            | 14            | 9163                     |                      | 15         | 92         | 36         |
| 1976                                                                            | 515 420              | 515 680   | 99.9           | 43         | 28            | 15            | 11 986                   |                      | 15         | 102        | 39         |
| 1980                                                                            | 582 000              | 585 000   | 99.5           | 47         | 30            | 17            | 12 382                   |                      | 17         | 103        | 39         |
| 1990                                                                            | 325 000              | 366 120   | 88.8           | 32         | 29            | 3             | 10 156                   |                      | 3          | 82         | 23         |
| 1999                                                                            | 455 200              | 477 200   | 95.4           | 44         | 40            | 4             | 10 345                   |                      | 4          | 144        | 28         |
| 2000                                                                            | 457 300              | 478 060   | 95.7           | 43         | 40            | 3             | 10 634                   |                      | 3          | 145        | 28         |
| 2001                                                                            | 440 250              | 478 300   | 92.0           | 41         | 41            |               | 10 737                   |                      |            | 150        | 28         |
| 2002                                                                            | 457 915              | 478 325   | 95.7           | 42         | 42            |               | 10 902                   |                      |            | 150        | 28         |
| 2003                                                                            | 457 918              | 476 450   | 96.1           | 41         | 41            |               | 11 168                   |                      |            | 144        | 28         |
| 2004                                                                            | 456 982              | 477 603   | 95.7           | 43         | 43            |               | 10 627                   |                      |            | 155        | 28         |
| 2010                                                                            | 467 779              | 508 000   | 92.1           | 58         | 58            |               | 8065                     |                      |            | 118        | 35         |
| 2014                                                                            | 468 789              | 525 000   | 89.3           | 67         | 67            |               | 6996                     |                      |            | 154        | 36         |
| 2017                                                                            | 474 800              | 523 100   | 90.8           | 72         | 72            |               | 6594                     |                      |            | 181        | 38         |
| 2020                                                                            | 476 300              | 521 450   | 91.3           | 75         | 75            |               | 6350                     |                      |            | 279        | 40         |
| 2022                                                                            | 481 500              | 524 500   | 91.8           | 79         | 78            | 1             | 6094                     |                      | 1          | 254        | 40         |
| Fuente: Catholic-Hierarchy, que a su vez toma los datos del Anuario Pontificio. |                      |           |                |            |               |               |                          |                      |            |            |            |

## Episcopologio
- Pedro Arnoldo Aparicio y Quintanilla, S.D.B. † (27 de noviembre de 1948-6 de junio de 1983 retirado)
- José Oscar Barahona Castillo † (6 de junio de 1983-4 de junio de 2005 renunció)
- José Luis Escobar Alas (4 de junio de 2005-27 de diciembre de 2008 nombrado arzobispo de San Salvador)
- José Elías Rauda Gutiérrez, O.F.M., desde el 12 de diciembre de 2009